# Костанайска област
Костанайска област (на казахски: Қостанай облысы; на руски: Костанайская область) е една от 14-те области на Казахстан. Площ 196 001 km² (6-о място по големина в Казахстан, 7,2% от нейната площ). Население на 1 януари 2019 г. 872 795 души (7-о място по население в Казахстан, 4,75% от нейното население). Административен център град Костанай. Разстояние от Астана до Костанай 704 km.

## Историческа справка
Най-старият град в Костанайска област е град Костанай утвърден за град през 1883 г. под името Кустанай. Останалите 4 града в областта са признати за такива по време на съветската власт в периода от 1939 г. (Житикара, до 1997 г. Джетигара) до 1971 г. (Лисаковск). Кустанайска област е образувана на 29 юли 1936 г. от 11 района от Актюбинска област и 1 район от Карагандинска област. На 23 ноември 1970 г. южните части на областта влизат в състава на новообразуваната Тургайска област, съществувала до 2 юни 1988 г., когато е присъединена към Кустанайска област. През август 1990 г. Тургайска област отново е възстановена. На 17 юни 1997 г. град Кустанай е преименуван на Костанай, в т.ч. и областта на Костанайска област. На същата дата Тургайска област за втори път е разформирована, като областният ѝ център град Аркалък и 2 нейни района преминават към Костанайска област, а 3 района – към Акмолинска област.

## Географска характеристика

### Географско положение, граници, големина
Костанайска област заема северозападната част на Казахстан. На северозапад и север граничи с Оренбургска, Челябинска и Курганска област на Русия, на изток – със Североказахстанска и Акмолинска област, на югоизток – с Карагандинска област и на югозапад – с Актобенска област. В тези си граници заема площ от 196 001 km² (6-о място по големина в Казахстан, 7,2% от нейната площ). Дължина от север на юг 650 km, ширина от запад на изток 400 km.

### Релеф, полезни изкопаеми
Костанайска област е разположена в Задуралието, предимно в степната зона, като обхваща почти цялата територия на Тургайското и източните части на Уралското плато с преобладаващи височини 200 – 300 m. Двете плата са със стръмни склонове, разчленени от оврази, судолия и дълбоката долина на река Тобол. Източно от тях, от север на юг се простира Тургайската падина с широките долини на реките Убаган и Тургай и дълга верига от солени езера. Северозападната част на областта е заета от предпланински равнини и крайните югоизточни разклонения на Урал, а североизточната – е наклонената на север Предтургайска равнина (югозападната част на Западносибирската равнина) с височина 120 – 150 m, с плосък релеф и обилие от малки езера. В крайната югоизточна част на областта се простират югозападните разклонения на Казахската хълмиста земя, с редуващи се хълмове, плата и оврази. Тук, на 70 km южно от град Аркалък, на границата с Карагандинска област се намира най-високата точка на областта 492 m (49°38′33″ с. ш. 66°49′33″ и. д. / 49.6425° с. ш. 66.825833° и. д.).
Недрата на областта са богати на полезни изкопаеми, особено желязна руда (находищата на магнетитови руди – Соколовско, Сарбайско, Качарско и др., кафяви оолитови железни руди – Аятски и Лисоковски железнорудни басейни). Има находища на боксити (Верхнетоболски и Убагански бокситоносни райони), никел, титан. Големи са запасите и от нерудни полезни изкопаеми: азбест (Жетигара), кафяви въглища (езерото Кушмурун) и строителни материали.

### Климат
Климатът е рязко континентален, с продължителна студена и малоснежна зима и горещо и сухо лято. Средна януарска температура от -19 °C на север до -17 °C на юг. Средната юлска температура се колебае от 18 – 19 °C на север до 24,2 °C на юг. Характерни явления през зимата са снежните виелици, а през лятото суховеите и прашните бури. Годишната сума на валежите варира от 300 – 350 mm на север до 220 – 240 mm на юг. Максимумът на валежите е през лятото с резки годишни колебания. Продължителността на вегетационния период (минимална денонощна температура 5 °C) е от 150 – 175 денонощия на север до 175 – 185 денонощия на юг.

### Води
Речната мрежа на областта е рядка. Най-голямата река е Тобол (от басейна Об), която протича през северозападната ѝ част с горното си течение. Нейни основни претоци са: Синтасти, Аят, Уй (леви); Убаган (десен). На юг текат големите реки Тургай и Улъ-Жъланшък. Всичките реки в областта са с предимно снежно подхранване, като през пролетта силно се разливат (90 – 95% от годишния им отток), а през лятото намаляват или частично пресъхват. За задържането на пролетните води са изградени множество малки водохранилища и язовири. В областта има множество сладководни (Алабота, Койбагар, Саръкол, Бозшакол, Тениз и др.) и солени (Кушмурун, Жаксъ-Алакол, Карасор, Саръкопа и др.) езера. Всички те през пролетта увеличават многократно площта си, а през лятото силно намалят, а някои от тях и напълно пресъхват и се превръщат в сори и солончаци.

### Почви, растителност, животински свят
В северната част на Костанайска област са развити черноземните почви (над 25% от територията), заети от неразорани участъци с коилово-тревиста степна растителност, редуваща се на север (в пределите на лесостепната област) с брезово-осикови и борови горички. Южно от тях са развити кестеняви почви с типчаково-коилова растителност и малки борови горички върху опесачени почви. По долините на реките има дървесно-храстови формации и речни ливади, а по бреговете на езерата – тръстика. Във връзка със земеделието почти всички райони заети от черноземни и кестеняви почви са разорани. Южните и югоизночните части на областта са заети от пелиново-солянкова и тревисто-пелинова растителност, развита върху кафяви и сиви почви. Покрай реките Тургай и Улъ-Жъланшък се срещат участъци от пясъчни масиви с бархани, а понижените райони са заети от солонци и саксаул. Животинският свят е представен от вълк, лисица, сърна, язовец, зайци, гризачи (лалугер, полска мишка), влечуги (костенурки, гущери, змии), множество видове птици (чучулига, жерав, тетерев, кълвач, бяла и сива яребица и водоплаващи птици покрай реките и езерата).

## Население
На 1 януари 2019 г. населението на Костанайска област област е наброявало 872 795 души (4,75% от населението на Казахстан). Гъстота 4,45 души/km².
| Етнически групи | 1989 % | 1999 % | 2007 % | 2019 % |
| --------------- | ------ | ------ | ------ | ------ |
| руснаци         | 43.72  | 42.27  | 41.2   | 40.97  |
| казахи          | 22.86  | 30.93  | 34.9   | 40.76  |
| украинци        | 14.56  | 12.82  | 11.9   | 8.22   |
| германци        | 9.02   | 5.64   | 3.8    | 3.11   |
| беларуси        | 2.89   | 2.46   |        | 1.47   |
| татари          | 2.27   | 1.97   |        | 1,83   |
| поляци          | 0.23   | 0.21   |        |        |
| други етноси    | 4.46   | 3.70   | 8.2    |        |

## Административно-териториално деление
В административно-териториално отношение Костанайска област се дели на 16 административни района, 5 града, в т.ч. 4 града с областно подчинение и 1 град с районно подчинение и селища от градски тип.
| Административна единица    | Площ (km²) | Население (2019 г.) | Административен център | Население (2019 г.) | Разстояние до Костанай (в km) | Други градове и сгт с районно подчинение |
| -------------------------- | ---------- | ------------------- | ---------------------- | ------------------- | ----------------------------- | ---------------------------------------- |
| Град с областно подчинение |            |                     |                        |                     |                               |                                          |
| 17. Аркалък                | 15 887     | 40 803              | гр. Аркалък            | 28 248              | 457                           |                                          |
| 18. Костанай               | 240        | 243 031             | гр. Костанай           | 212 607             | -                             | Улба                                     |
| 19. Лисаковск              | 100        | 45 425              | гр. Лисаковск          | 36 011              | 112                           | Октябърски                               |
| 20.Рудни                   | 193        | 143 426             | гр. Рудни              | 115 297             | 43                            | Горняцки, Качар                          |
| Административен район      |            |                     |                        |                     |                               |                                          |
| 1.Алтънсарински район      | 6400       | 13 846              | с. Убаган              | 335                 | 45                            |                                          |
| 2.Амангелдински район      | 22 600     | 16 475              | с. Амангелди           | 7306                | 404                           |                                          |
| 3.Аулиеколски район        | 11 100     | 42 176              | с. Аулиекол            | 10 745              | 106                           | Кушмурун                                 |
| 4.Денисовски район         | 6700       | 18 376              | с. Денисовка           | 4576                | 167                           |                                          |
| 5.Джангелдински район      | 37 600     | 12 251              | с. Тургай              | 4603                | 554                           |                                          |
| 6.Житикарински район       | 7312       | 48 261              | гр. Житикара           | 34 736              | 215                           |                                          |
| 7.Камистински район        | 12 100     | 12 362              | с. Камисти             | 4577                | 236                           |                                          |
| 8.Карабалъкски район       | 6900       | 27 534              | сгт Карабалък          | 11 372              | 126                           |                                          |
| 9.Карасуски район          | 12 800     | 25 258              | с. Карасу              | 3554                | 156                           |                                          |
| 10.Костанайски район       | 7500       | 71 157              | сгт Затоболск          | 24 575              | 4                             |                                          |
| 11.Мендикарински район     | 6610       | 27 279              | с. Боровской           | 9422                | 85                            |                                          |
| 12.Наурзумски район        | 15 200     | 10 766              | с. Караменди           | 4625                | 196                           |                                          |
| 13.Саръколски район        | 6116       | 20 553              | сгт Саръколски         | 8981                | 134                           |                                          |
| 14.район Баимбет Майлин    | 7600       | 24 853              | с. Айет                | 3418                | 95                            | Тобол                                    |
| 15.Узунколски район        | 7157       | 21 060              | с. Узункол             | 5870                | 162                           |                                          |
| 16.Фьодоровски район       | 7200       | 25 543              | с. Фьодоровка          | 6459                | 78                            |                                          |